# Élections générales espagnoles de 1884
Les élections générales espagnoles de 1884 sont les élections à Cortes tenues en Espagne le dimanche 27 avril 1884 pour élire les 393 sièges du Congrès des députés et 180 des 360 sièges du Sénat.
Il s’agit des troisièmes élections sous l’égide de la Constitution de 1876.
Comme cela restera habituel jusqu’aux dernières années de la Restauration bourbonienne, elles donnent une écrasante majorité au parti nouvellement nommé au gouvernement, dans ce cas le Parti libéral-conservateur (« Parti conservateur ») d’Antonio Cánovas del Castillo, qui remporte 318 sièges au Congrès.

## Système électoral
Pour la troisième fois, les élections se font sous l'égide de la loi électorale de 1878, qui a rétabli le suffrage censitaire masculin. Il est donc réservé aux hommes majeurs — âgés d’au moins 25 ans — s’acquittant d’un certain cens, ce qui signifie un nombre d’électeurs significativement réduit.

## Participation
Le taux de participation n’est pas communiqué officiellement.

## Résultats
| Groupe ou parti            | Députés |
| -------------------------- | ------- |
| Parti conservateur         | 318     |
| Parti libéral              | 31      |
| Républicains et démocrates | 5       |
| Non identifiés             | 2       |